# 7 Year Bitch
7 Year Bitch (с англ. — «Семилетняя стерва») — женская американская рок-группа, игравшая панк-рок.

## История
Группа 7 Year Bitch была основана в 1990 году в Сиэтле. Первоначально в состав группы входили вокалистка Селен Виджил, гитаристка Стефани Сарджент, барабанщица Валери Эгню (игравшие до этого в группе Barbie’s Dream Car), а также басистка Элизабет Дэвис.
Название коллектива (в переводе с английского «Семилетняя стерва») — аллюзия на фильм «Зуд седьмого года» (Seven Year Itch).
Их первое выступление было на разогреве у группы The Gits, оказавшей впоследствии серьёзное влияние на их творчество.
В 1991 году группа выпустила сингл Lorna и заключила договор со звукозаписывающей компанией C/Z Records. Их первый альбом, Sick 'Em, был выпущен в октябре 1992 года. Однако выход альбома был омрачён смертью Стефани Сарджент: 27 июня, вернувшись домой с вечеринки, где она употребляла алкоголь и героин, гитаристка потеряла сознание и скончалась от удушья: содержимое её желудка попало к ней в лёгкие.
После длительного застоя группа решила продолжить деятельность. На место Сарджент была приглашена Ройзин Данн.
В июле 1993 года подруга участниц группы, вокалистка The Gits Миа Сапата была жестоко изнасилована и убита. Год спустя коллектив выпустил второй альбом Viva Zapata! в память о ней и о Стефани Сарджент. 8 апреля того же года 7 Year Bitch — совместно с группами Babes in Toyland и Jack Off Jill — отыграла благотворительный концерт «Рок против домашнего насилия» в театре Cameo (Майами-Бич).
В 1995 году группа заключает договор с лейблом Atlantic Records и в 1996 году выпускает свой третий альбом Gato Negro. В ходе тура в поддержку альбома Ройзин Данн покинула коллектив. Её временно заменила звукооператор группы Лиза Фэй Битти.
В начале 1997 года группа принялась записывать материал для четвёртого альбома. Элизабет Дэвис и Валери Эгню переехали в Сан-Франциско, а Селен Виджил — в Лос-Анджелес. Однако в связи с отсутствием Ройзин Данн и большим расстоянием между другими участницами группы деятельность коллектива пошла на спад. После тура с сан-францисской группой Lost Goat группа 7 Year Bitch распалась.
После распада группы Элизабет Дэвис присоединилась к сан-францисской группе Clone, в которой играла до 2003 года. В 2000 году Селен Виджил организовала группу Cistine. Ройзин Данн в 2006 году стала участницей группы The Last Goodbye.

## Состав
- Селен Виджил — вокал
- Стефани Сарджент — гитара (1990—1992)
- Элизабет Дэвис — бас-гитара
- Валери Эгню — ударные
- Ройзин Данн — гитара (1992—1996)
- Лиза Фэй Битти — гитара (1997)

## Дискография

### Альбомы
- Sick 'Em (1992)
- Viva Zapata (1994)
- Gato Negro (1996)

### Синглы
- «Lorna» b/w «No Fucking War», «You Smell Lonely» (1991)
- «Antidisestablishmentarianism EP» (1992)
- «7 Year Bitch» / «Thatcher On Acid» (1992)
- «7 Year Bitch EP» (1992)
- «Rock-A-Bye Baby» b/w «Wide Open Trap» (1994)
- «The History Of My Future» b/w «24,900 Miles Per Hour» (1996)
- «24,900 Miles Per Hour» (1996)
- «Miss Understood» b/w «Go!» (1996)

## Клипы
- In Lust You Trust (1992)
- Hip Like Junk (1994)
- 24,900 Miles Per Hour (1996)